# Max Tièche

Max Tièche, 1914

Max Tièche (* 22. Mai 1878 in Bern; † 13. April 1938 in Zürich) war ein Schweizer Dermatologe.

## Leben und Wirken
Während seines Studiums war Tièche Assistent von Josef Jadassohn. Nach seiner Promotion an der Universität Bern eröffnete er eine Praxis für Haut- und Geschlechtskrankheiten an der Zürcher Bahnhofstrasse. 1913 wurde er an der Universität Zürich habilitiert. Im selben Jahr gründete er die Städtische Poliklinik für Haut- und Geschlechtskrankheiten. 1926 wurde Tièche zum Titularprofessor für Dermatologie ernannt. Er verstarb 1938 im 60. Lebensjahr an den Folgen einer akuten Pankreatitis. Sein Nachfolger wurde Walter Burckhardt.
Nach Josef Jadassohn und ihm ist das «Jadassohn-Tièche-Syndrom» (betreffend blauer Naevus) benannt.
Die Stadt Zürich ehrte Max Tièche 1947, indem sie die Tièchestrasse nach ihm benannte.

## Schriften
- Epidemiologisches und Experimentelles über Variola und Vakzine. In: Correspondenz-Blatt für Schweizer Ärzte. Nr. 24, Basel 1913 (Habilitationsschrift, Universität Zürich).
- Über benigne Melanome («Chromatophorome») der Haut – «blaue Naevi». In: Virchows Archiv für pathologische Anatomie und Physiologie und für klinische Medizin. Nr. 186, 1906, S. 212–229 (Dissertation, Universität Bern).